# Hänge an der Bleilochtalsperre
Hänge an der Bleilochtalsperre este o arie protejată (arie specială de conservare — SAC, sit de importanță comunitară — SCI, arie de protecție specială avifaunistică — SPA) din Germania întinsă pe o suprafață de 927 ha, integral pe uscat.

## Localizare
Centrul sitului Hänge an der Bleilochtalsperre este situat la coordonatele 50°28′46″N 11°43′44″E / 50.4794°N 11.7289°E.

## Înființare
Situl Hänge an der Bleilochtalsperre a fost declarat sit de importanță comunitară în septembrie 2000 pentru a proteja 21 de specii de animale. Alte tipuri de protecție:
- arie de protecție specială avifaunistică (în mai 2007)[2]
- arie specială de conservare (în iulie 2008)[1][3][4]

## Biodiversitate
Situată în ecoregiunea continentală, aria protejată conține 14 habitate naturale: Cursuri de apă de la nivel de câmpie la nivel montan, cu vegetație Ranunculion fluitantis și Callitricho-Batrachion, Pajiști uscate europene, Formațiuni ierboase bogate în specii de Nardus, dezvoltate pe substraturi silicioase în zone montane (și în zone submontane, în Europa continentală), Liziere de ierburi înalte hidrofile de câmpie și de nivel montan până la alpin, Fânețe de joasă altitudine (Alopecurus pratensis, Sanguisorba officinalis), Fânețe montane, Grohotișuri silicioase medio-europene, la altitudine înaltă, Pante stâncoase silicioase cu vegetație casmofită, Roci stâncoase cu vegetație pionieră de Sedo-Scleranthion sau Sedo albi-Veronicion dillenii, Păduri de fag Luzulo-Fagetum, Păduri de fag Asperulo-Fagetum, Păduri de stejar și carpen Galio-Carpinetum, Păduri pe pante, grohotișuri și ravene de Tilio-Acerion, Păduri aluvionare cu Alnus glutinosa și Fraxinus excelsior (Alno-Padion, Alnion incanae, Salicion albae).
La baza desemnării sitului se află mai multe specii protejate:
- păsări (16): fluierar de munte (Actitis hypoleucos), minunița (Aegolius funereus), pescăruș albastru (Alcedo atthis), buha (Bubo bubo), barză neagră (Ciconia nigra), Corvus monedula, ciocănitoare neagră (Dryocopus martius), Falco peregrinus peregrinus, muscar negru (Ficedula hypoleuca), ciuvică (Glaucidium passerinum), sfrâncioc roșiatic (Lanius collurio), cormoran mare (Phalacrocorax carbo carbo), ciocănitoare verzuie (Picus canus), mărăcinar (Saxicola rubetra), sitar de pădure (Scolopax rusticola), fluierarul de zăvoi (Tringa ochropus)
- mamifere (4): liliac cârn (Barbastella barbastellus), vidră de râu (Lutra lutra), liliac cu urechi mari (Myotis bechsteinii), liliac comun (Myotis myotis)
- nevertebrate (1): Euplagia quadripunctaria

Pe lângă speciile protejate, pe teritoriul sitului au mai fost identificate 10 specii de plante, 7 specii de mamifere, 5 specii de nevertebrate, 1 specie de reptile.